# Geisha (singolo)
Geisha è un singolo della cantante italiana Rose Villain, pubblicato il 14 ottobre 2016.

## Tracce
Testi di Andrea Ferrara, Rosa Luini, musiche di Andrea Ferrara.
1. Geisha – 2:51

## Video musicale
Del brano musicale è stato realizzato anche un videoclip diretto da Mirko De Angelis.